# 斯维塔诺克 (敖德萨州)
斯维塔诺克（羅馬化：Svitanok），2024年9月前名为安德里耶沃-伊萬諾韋（Андрієво-Іванове），是位於烏克蘭西南部敖德萨州羅茲迪利納區羅茲迪利納市鎮的村莊。該村始建於1944年，面積0.47平方公里，海拔高度44米，2001年人口192，人口密度每平方公里409.38人。
2024年9月19日，乌克兰最高拉达将该村的名字改为“斯维塔诺克”。